# Campagne-d'Armagnac
Campagne-d'Armagnac är en kommun i departementet Gers i regionen Occitanien i sydvästra Frankrike. Kommunen ligger i kantonen Cazaubon som tillhör arrondissementet Condom. År 2022 hade Campagne-d'Armagnac 212 invånare.

## Befolkningsutveckling
Antalet invånare i kommunen Campagne-d'Armagnac
Referens:INSEE